# Cowboy in Africa (film)
Cowboy in Africa (Africa: Texas Style) è un film del 1967 diretto da Andrew Marton.
È un film d'avventura a sfondo western (ma è ambientato in Africa) statunitense e britannico con Hugh O'Brian, John Mills e Nigel Green.
È incentrato sulle vicende di due cowboy americani assunti da un inglese allevatore perché sorveglino la sua proprietà in Kenya.

## Produzione
Il film, diretto da Andrew Marton su una sceneggiatura di Andy White, fu prodotto  dallo stesso Marton per la Ivan Tors Films e la Vantors Films e girato in Kenya e in altre location dell'Africa orientale. Ivan Tors è accreditato come produttore esecutivo.

## Distribuzione
Il film fu distribuito con il titolo Africa: Texas Style negli Stati Uniti dal maggio del 1967 al cinema dalla Paramount Pictures e per l'home video dalla Worldvision Enterprises.
Alcune delle uscite internazionali sono state:
- in Francia il 25 ottobre 1967 (Cow-boys dans la brousse)
- in Austria nel dicembre del 1967 (Gefährliche Abenteuer)
- in Germania Ovest il 19 dicembre 1967 (Gefährliche Abenteuer)
- in Finlandia il 24 maggio 1968 (Cowboy Afrikassa)
- in Svezia l'11 dicembre 1968
- nel Regno Unito (Africa: Texas Style)
- in Danimarca (Cowboy i Afrika)
- in Spagna (Dos tejanos en la selva)
- in Grecia (Enas cow boy stin Afriki)
- in Brasile (Jim. Um Cowboy na África)
- in Italia (Cowboy in Africa)

## Promozione
La tagline è: "The cowboy who came to tame a bucking bronco called Africa!".

## Critica
Secondo il Morandini il film presenta "eccellenti esterni africani (Kenya), qualche bella sequenza spettacolare, ma una sceneggiatura fiacca e tirata via". Secondo Leonard Maltin il film è "una pellicola non certo di grande interesse". Si segnala il cameo di Hayley Mills.

## Serie televisiva
Il film generò una serie televisiva con protagonista Chuck Connors, Cowboy in Africa, trasmessa sulla ABC dal 1967 al 1968.